# Aname carina
Aname carina là một loài nhện trong họ Nemesiidae.
Aname carina được miêu tả năm 1985 bởi Raven.